# Kabinett Diarra
Cheick Modibo Diarra trat am 21. April 2007 sein Amt als geschäftsführender Premierminister von Mali an.
Nach dem Ausbruch von Unruhen und der Sezession des Nordteils von Mali wurde Diarra durch die seit dem Putsch im März 2012 regierende Militärregierung am 17. April 2012 zum Premierminister einer malischen Übergangsregierung ernannt. Die von ihm gebildete Regierung der nationalen Einheit hat die Wiederherstellung der staatlichen Ordnung in allen Teilen des Landes und die anschließende Abhaltung von freien Wahlen zum Ziel.
Am 24. April 2012 bildete er sein Kabinett, dem neben dem Stellvertreter des Premierministers Sow zwanzig Minister, sowie drei beigeordnete Minister angehören.
Nach einer Festnahme durch Militärs am 10. Dezember 2012 erklärte Modibo Diarra am Morgen des 11. Dezember in einer Erklärung im staatlichen Fernsehen seinen Rücktritt, und den Rücktritt seines gesamten Kabinetts.

## Das Kabinett
- Äußeres: Sadio Lamine Sow – Ministre d'Etat, Ministre des Affaires Etrangères et de la Coopération Internationale
- Wirtschaft und Finanzen: Tiéna Coulibaly – Ministre de l’Économie, des Finances et du Budget
- Verteidigung: Yamoussa Camara – Ministre de la Défense et des Anciens Combatants
- Inneres: Tiéfing Konate – Ministre de la Sécurité Intérieure et de la Protection Civile
- Reformen: Mamadou Namory Traoré – Ministre de la Fonction Publique, de la Gouvernance et des Réformes Administratives et Politiques, Chargé des Relations avec les Institutions (Minister für den öffentlichen Dienst, Governance- und Verwaltungsreform und Politik, verantwortlich für die Beziehungen zu den Institutionen)
- Dezentralisierung: Sinko Coulibaly – Ministre de l'Administration Territoriale, de la Décentralisation et de l'Aménagement du Territoire (Minister für territoriale Verwaltung, Dezentralisierung und Raumordnung)
- Handel, Bergbau und Industrie: Ahmadou Touré – Ministre du Commerce, des Mines et de l'Industrie
- Landwirtschaft, Viehzucht und Fischerei: Moussa Léo Sidibee – Ministre de l'Agriculture, de l'Elevage et de la Pêche
- Jugendentwicklung: Mamadou Diakite – Ministre de la Jeunesse, du Travail, de l'Emploi et de la Formation Professionnelle
- Gesundheit: Soumana Makadji – Ministre de la Santé
- Bildung: Adama Ouane – Ministre de l'Education, de l'Alphabétisation et de la promotion des Langues Nationales
- Justiz: Malick Coulibaly – Ministre de la Justice, Garde des Sceaux
- Integration: Traoré Rokiatou Guikiné – Ministre des Maliens de l'Extérieur et de l'Intégration Africaine (Ministerin für die im Ausland lebenden Malier und die afrikanische Integration)
- Soziales: Mamadou Sidibe – Ministre de l'Action Humanitaire, de la Solidarité et des Personnes Agées (Minister für humanitäre Maßnahmen, Solidarität und Senioren)
- Familie: Alwata Ichata Sahi – Ministre de la Famille, de la Promotion de la Femme et de l'Enfant (Ministerin für Familie und die Förderung von Frauen und Kindern)
- Energie, Wasser und Umwelt: Alpha Bocar Nafo – Ministre de l'Energie, de l'Eau et de l'Environnement
- Handwerk, Kultur und Tourismus: Diallo Fadima Touré – Ministre de l'Artisanat, de la Culture et du Tourisme
- Kommunikation: Hamadoun Touré – Ministre de la Communication, de la Poste et des Nouvelles Technologies, Porte-Parole du Gouvernement (Minister für Kommunikation, Post und New Technology, Regierungssprecher)
- Verkehr/Stadtentwicklung: Mamadou Coulibaly – Ministre de l'Equipement, des Transports, du Logement et de l'Urbanisme (Minister für Öffentliche Arbeiten, Verkehr, Wohnungsbau und Stadtentwicklung)
- Forschung: Harouna Kante – Ministre de l'Enseignement Supérieur et de la Recherche Scientifique (Minister für Hochschulbildung und wissenschaftliche Forschung)
- Sport: Hameye Founé Mahalmadane – Ministre des Sports

### Beigeordnete Minister
- Budget: Marimpa Samoura – Ministre Délégué auprès du Ministre de l'Economie, des Finances et du Budget, Chargé du Budget
- Reformen: Yacouba Diallo – politische Reformen und Beziehungen zu den Institutionen
- Jugend und Berufsbildung: Bruno Maiga – Chargé de la Jeunesse et de la Formation Professionnelle